# Дэн Цзичжоу, Павел
Павел Дэн Цзичжоу (9 ноября 1905 года, Китай — 10 августа 1990 года, Цзядин, Китай) — католический прелат, епископ Цзядина с 9 июня 1949 года по 10 августа 1990 год.

## Биография
9 февраля 1936 года Павел Дэн Цзичжоу был рукоположен в священника.
9 июня 1949 года Римский папа Пий XII назначил Павла Дэна Цзичжоу епископом Цзядина. 21 сентября 1949 года состоялось рукоположение Павла Дэна Цзичжоу в епископа, которое совершил архиепископ Чунцина Луи-Габриэль-Ксавье Янтцен в сослужении с епископом Суйфу Рене-Дезире-Роман Буасгереном и епископом Шуньцина Павлом Ванном Вэньчэном.
Скончался 10 августа 1990 года в Цзядине.